# Centrolene bacatum
A Centrolene bacatum a kétéltűek (Amphibia) osztályába, a békák (Anura) rendjébe, ezen belül az üvegbékafélék (Centrolenidae) családjának Centrolene nemébe tartozó faj.

## Előfordulása
Ecuadorban és Kolumbiában honos.  Természetes élőhelye a szubtrópusi és trópusi köderdők és folyóvizek. Veszélyeztetettségi státusza kevéssé ismert.

## Fordítás
- Ez a szócikk részben vagy egészben  a   Centrolene bacatum című angol Wikipédia-szócikk fordításán alapul.  Az eredeti cikk szerkesztőit annak laptörténete sorolja fel. Ez a jelzés csupán a megfogalmazás eredetét és a szerzői jogokat jelzi, nem szolgál a cikkben szereplő információk forrásmegjelöléseként.